# Tanorus empheres
Tanorus empheres là một loài Trichoptera trong họ Hydrobiosidae. Chúng phân bố ở miền Australasia.